# Les Rendez-vous en forêt
Pour plus de détails, voir Fiche technique et Distribution.
Les Rendez-vous en forêt est un film expérimental français réalisé par Alain Fleischer et sorti en 1972.

## Fiche technique
- Titre : Les Rendez-vous en forêt
- Réalisation : Alain Fleischer
- Scénario : Alain Fleischer
- Photographie : Marcel Grignon
- Montage : Éric Pluet
- Musique : Michel Fano
- Décors: Daniel Guéret- O’nillon
- Son : Pierre Boucat
- Sociétés de production : Argos Films - Peter Schamoni Film
- Pays de production :  France
- Genre : drame, film de fantasy, expérimental
- Durée : 80 minutes
- Date de sortie : juin 1972

## Distribution
- Heinz Bennent
- Catherine Jourdan
- Renée Gardès